# シッコ
『シッコ』 (SiCKO) は、アメリカ合衆国の医療問題をテーマとしたドキュメンタリー調の映画。監督は社会問題を扱ったドキュメンタリー作品で物議を醸すマイケル・ムーア。「シッコ (sicko)」とは、「狂人」「変人」などを意味するスラングであり、「病気の」「病気にかかる」という意味の単語「シック(sick)」と掛けている。
作品では、マイケル・ムーアがアメリカの医療制度の問題をウェブサイトで募り、実際に寄せられた話をもとにシュールコメディー調のドキュメンタリー展開される。作品中のマイケル・ムーアのスタンスは、よその国では当たり前のことが、「なぜアメリカができないのか」である。2007年6月にアメリカで公開され、キューバでは「医療制度の描写が事実と異なる」為にカストロ政権により上映が禁止されたと報じられたが、後に訂正されている（後述）。日本では「テロより怖い、医療問題」というキャッチコピーで同年8月25日より公開された。

## あらすじ
医療保険未加入者が約5,000万人に達するアメリカでは、保険会社は加入者に対してもあらゆる手段を講じて保険金の支払拒否を行い、利益を上げる営利主義一辺倒の医療保険会社や製薬会社に癒着して取り込まれた政治家という構造を暴く。またかつて民主党のヒラリー・クリントン議員がファーストレディとしての立場（当時）から公的医療皆保険制度の整備を求めたが、議会の反対により頓挫したという歴史がある。
さらに医療制度に対して、イギリス・フランス・カナダ・キューバなどの医療制度と対比させ、保険会社に関係する女性医師からショッキングな告発があるなど、これまで公然と触れられることの少なかったアメリカ合衆国の医療の暗部を赤裸々に描き出している。また、本編とは別に発売された映画DVDの特別編ではノルウェーでの取材の模様も収録されている。

## 映画内で取り上げられた医療問題
- アメリカ合衆国は国民皆保険制度が無い唯一の先進国である。民間の医療保険に入れない人がおよそ5000万人いる。貧困層でなくても、過去のわずかな疾患を緻密に調査され、医療保険への加入や保険金の支払いを拒否される人は多い。
- 大多数のアメリカ人はこの映画の中で、国民皆保険制度は『ソビエト型のような社会主義である』としてアレルギーと恐怖を感じ、いざというときの状況に対する危機意識が低く、政治については無関心あるいは条件反射的な反応しかせず、相互扶助や弱者を助けようとする精神にも乏しい（これはマイケル・ムーアの一貫したスタンスでもあり、華氏911やボウリング・フォー・コロンバイン、マイケル・ムーア in アホでマヌケな大統領選（出演作品）においても共通している）。このことは国民皆保険制度がある、カナダ・イギリス・フランスなどの国民の意識と対比され、危機意識についてはちょっとの旅行にも保険をかけていくカナダ在住のマイケル・ムーアの親戚の事例も対比として示される。
- 医療費が払えず病院にかかれないので、自分で傷口を縫う人。
- 仕事中に誤って指を2本切断し、指をくっつける手術費用が薬指は12,000USドル、中指なら60,000USドルと言われ、中指は諦めざるを得なかった人。
- 医療費があまりに高額で家を売りに出し、子供たちの家に世話になり、静かないさかいが起こる老婦人。
- 高齢であってもなお、自分の医療費を払うために働かざるを得ない老人。
- 交通事故により病院に搬送されて一命を取り留め、保険会社に保険金を支払ってもらおうと連絡したら、当時は意識不明の重態であったにもかかわらず「救急車が使用される場合には、事前に連絡（事前にスポーツや作業などリスクのある行動をする際に連絡するという意味。事故にあうことを事前に予約するのかと揶揄されるが、間違いである。）が無ければ保険は適用されない」と言われた人（ちなみにアメリカ合衆国では、救急隊を派遣させるだけでも日本円にして数万円単位の請求が来る。救急隊は日本のような消防所属ではなく、独立した行政機関）。
- 複数の医師からなる病院の医療チームが「この検査と手術が必要」と言っているにもかかわらず、保険会社は「そんな検査や手術は必要ない」として保険金の支払いを拒否し、結果として治療を受けられずに死亡した人。
- 上記の例のように、医師が必要と判断している治療への保険金の支払いを拒否していた保険会社に「マイケル・ムーアが映画のために、このことについて社長へのインタビューを要求している」という嘘の手紙をマイケル・ムーア本人には知らせずに出して、即座に保険金の支払いが認められた人。
- 保険金の支払いを（相手の命に関わる場合であっても）徹底的に減らそうとする保険会社のエージェント。
- 貧困層向けの医療保険制度であるメディケイドやHMOによる治療において、治療費用が安く済めばボーナスをもらえるので、患者が検査を受けないかもしれないことを見計らって、わざと遠方の病院を検査のために指定する医師。
- 医療費の支出を抑えるため、命に関わる場合であっても十分な検査治療を認めないことに同意し、それによって多額の献金を得て昇進した医師の、議会における証言。
- 複数の骨折をしているのに、入院治療費が払えなかったため病院を強制退院になり、自動車で貧民街まで運ばれて、路上に放り捨てられる女性の患者。
- 議会における医療・保険業界との癒着や寄付金の実態。
- ヒラリー・クリントンがすすめていた国民皆保険制度が頓挫したのは医療・保険業界の献金を受けた共和党の反対によるという疑惑。
- ニクソン大統領の、医療保険に関する会話の盗聴テープ。ニクソン大統領の「健康保険制度になど興味は無い」という主旨の発言に対して、「民間の保険会社だからお金になる」と述べる側近。それに「悪くない」と応じるニクソン大統領。
- 9.11のとき、瓦礫の山を取り除く救援作業にボランティアとして参加したが、その影響で肺を悪くし、多額の医療費がかかるようになってしまった人。連邦政府はそういうボランティアには治療費を全額出すと明言しているが、それを示す証拠や条件が厳しすぎて、払ってもらえていない人も大勢いる。この事例は映画の中で、手厚い医療看護を受けるテロリスト容疑者達や、キューバの医療福祉制度と強く対比される。キューバは貧しい国でありながら医療が充実しており、人口比に対する医師の数もアメリカより遥かに多く[2]、それでいてGDPにおける医療費は、アメリカよりも低い状態を実現していた[3]。
- 「9.11の英雄」であるそのボランティアがアメリカで苦労しながら多額のお金を出して買っていた薬は、発展途上国であるはずのキューバでは…。

## 反論
ムーアに限らず、ドキュメンタリー映画はしばしば自説に有利な結論を導くために不利な情報を描写しない傾向がある。同作についても以下の点で反論の余地がある。
- キューバ・カナダ・イギリス・フランスの医療は完全に無料というのは誤りで、自己負担治療の場合もある[3]。
- キューバは発展途上国ではあるものの、所得水準は世界銀行の定義では高中所得国（Upper Middle Income Country）に分類されており、貧困国としての描写は適切ではない[4]。
- キューバの妊産婦死亡率はWHOの指標において高中所得国の平均程度であり、アメリカを筆頭とする高所得国（High Income Countries）より死亡率は高い[4]。
- キューバの新生児死亡率・乳児死亡率・乳幼児死亡率・成人死亡率は高中所得国の中では低いものの高所得国よりは高く、アメリカとも大きな差は開いていない[5]。
- キューバの平均寿命及び平均健康寿命も同様に高中所得国の中では低いものの高所得国よりは高く、アメリカとも大きな差は開いていない[5]。
- キューバの人口比の医師数はアメリカより確かに多いものの、国民の乳児死亡率や寿命に大きな差はなく、費用対効果で論じればむしろアメリカの方が高い[2]。

### アメリカ合衆国とキューバの医療指標
| 国名               | 平均寿命 | 平均寿命 | 平均寿命 | 平均寿命 | 平均寿命 | 平均寿命 | 平均寿命 | 平均寿命 | 平均寿命 | 60歳時の平均余命 | 60歳時の平均余命 | 60歳時の平均余命 | 60歳時の平均余命 | 60歳時の平均余命 | 60歳時の平均余命 | 平均健康寿命 | 平均健康寿命 | 平均健康寿命 | 平均健康寿命 | 平均健康寿命 | 平均健康寿命 |
| 国名               | 1990     | 1990     | 1990     | 2000     | 2000     | 2000     | 2006     | 2006     | 2006     | 2012             | 2012             | 2012             | 1990             | 1990             | 1990             | 2012         | 2012         | 2012         | 2002         | 2002         | 2002         |
| 国名               | 両性     | 男       | 女       | 両性     | 男       | 女       | 両性     | 男       | 女       | 両性             | 男               | 女               | 両性             | 男               | 女               | 両性         | 男           | 女           | 両性         | 男           | 女           |
| ------------------ | -------- | -------- | -------- | -------- | -------- | -------- | -------- | -------- | -------- | ---------------- | ---------------- | ---------------- | ---------------- | ---------------- | ---------------- | ------------ | ------------ | ------------ | ------------ | ------------ | ------------ |
| キューバ           | 74       | 73       | 76       | 77       | 75       | 79       | 78       | 76       | 80       | 20               | 22               | 19               | 21               | 21               | 24               | 68           | 67           | 70           | 69           | 68           | 71           |
| アメリカ合衆国     | 75       | 72       | 76       | 77       | 74       | 80       | 78       | 75       | 80       | 21               | 23               | 19               | 21               | 23               | 24               | 69           | 67           | 71           | 70           | 68           | 72           |
| 上位中所得国の平均 | 68       | 66       | 71       | 69       | 65       | 73       | 69       | 66       | 73       | 18               | 20               | 17               | 18               | 19               | 21               | 63           | 60           | 66           | 61           | 58           | 63           |
| 高所得国の平均     | 75       | 71       | 78       | 78       | 75       | 81       | 80       | 77       | 82       | 20               | 23               | 18               | 21               | 22               | 25               | 71           | 69           | 73           | 70           | 68           | 72           |

| 国名               | 妊産婦10万人中の死亡率 | 妊産婦10万人中の死亡率 | 妊産婦10万人中の死亡率 | 出生千人中の乳幼児(5歳未満)死亡率 | 出生千人中の乳幼児(5歳未満)死亡率 | 出生千人中の乳幼児(5歳未満)死亡率 | 成人(15～60歳)千人中の死亡率 | 成人(15～60歳)千人中の死亡率 | 成人(15～60歳)千人中の死亡率 | 成人(15～60歳)千人中の死亡率 | 成人(15～60歳)千人中の死亡率 | 成人(15～60歳)千人中の死亡率 |
| 国名               | 1990                   | 2000                   | 2005                   | 1990                              | 2000                              | 2006                              | 1990                         | 1990                         | 2000                         | 2000                         | 2006                         | 2006                         |
| 国名               | 女                     | 女                     | 女                     | 両性                              | 両性                              | 両性                              | 男                           | 女                           | 男                           | 女                           | 男                           | 女                           |
| ------------------ | ---------------------- | ---------------------- | ---------------------- | --------------------------------- | --------------------------------- | --------------------------------- | ---------------------------- | ---------------------------- | ---------------------------- | ---------------------------- | ---------------------------- | ---------------------------- |
| キューバ           | 63                     | 63                     | 45                     | 13                                | 8                                 | 7                                 | 155                          | 111                          | 140                          | 90                           | 127                          | 82                           |
| アメリカ合衆国     | 12                     | 13                     | 11                     | 11                                | 8                                 | 8                                 | 173                          | 91                           | 144                          | 83                           | 137                          | 80                           |
| 上位中所得国の平均 | 120                    | 93                     | 91                     | 54                                | 38                                | 26                                | 199                          | 133                          | 276                          | 134                          | 283                          | 145                          |
| 高所得国の平均     | 24                     | 18                     | 9                      | 15                                | 10                                | 7                                 | 182                          | 83                           | 129                          | 67                           | 114                          | 62                           |

| 国名               | 医療費率(％)／GDP | 医療費率(％)／GDP | 医療費率(％)／GDP | 公費負担率(％)／医療費 | 公費負担率(％)／医療費 | 公費負担率(％)／医療費 | 医師数／人口1万人 | 看護師数／人口1万人 |
| 国名               | 2000              | 2006              | 2007!             | 2000                   | 2006                   | 2007                   | 2007              | 2007                |
| ------------------ | ----------------- | ----------------- | ----------------- | ---------------------- | ---------------------- | ---------------------- | ----------------- | ------------------- |
| キューバ           | 6.1               | 7.7               | 10.4              | 90.8                   | 91.6                   | 95.5                   | 59                | 74                  |
| アメリカ合衆国     | 13.6              | 15.3              | 15.7              | 43.0                   | 45.8                   | 45.5                   | 26                | 94                  |
| 上位中所得国の平均 | 5.4               | 6.3               | 6.4               | 47.2                   | 55.1                   | 55.2                   | 22                | 42                  |
| 高所得国の平均     | 9.8               | 11.2              | 11.2              | 59.3                   | 60.7                   | 61.3                   | 27                | 86                  |

## 反響
2007年のカンヌ国際映画祭で、特別招待上映された。ムーア氏は映画撮影のため連邦政府に申請の上キューバを訪問したが、財務省が同申請書の渡航目的記載に問題があるとして調査し、カンヌでの上映直前に同省から通告書を受け取ったことを、記者会見の席で明らかにしていた。ムーアはこれをブッシュ政権の妨害行為と断じ、フィルムを没収されないように、カナダに隠したとも言及した。
アメリカ合衆国での公開では、ドキュメンタリー史上第2位の動員を得た。同時期に公開された「ダイ・ハード4.0」を上回る数字であったこともあり、直後に200館での拡大上映となった。
キューバでは医師達を対象に上映したところ、キューバの医療制度をあからさまに歪めた描写に困惑して席を立った者もいたという。また映画内で描写されている医療サービスを受けるためには、病院経営陣へのコネもしくは賄賂が必要であり、劣悪な医療サービスしか受けられない一般国民の怒りを買うことを避けるために、フィデル・カストロは公開を禁止したとイギリスの新聞の『ガーディアン』が報道した。しかし実際には公開禁止などされておらず、また放映も医師だけでなく、キューバの映画館で一般公開されていた。
2010年12月21日、『ガーディアン』は事実誤認があった事を認め、記事の内容を訂正した。

## 日本での上映
海外での反響と比較して日本での反響は少なく、マスコミでの報道も皆無に等しい状態であった。一部の医師会では自主的な上映会なども行われた。DVDは2008年4月4日に発売された。